# أسامة الشاهين
أسامة عيسى ماجد الشاهين، سياسي كويتي ونائب سابق في مجلس الأمة الكويتي من مواليد 1979، حاصل على شهادة الليسانس والماجستير في القانون من جامعة الكويت، وانتخب رئيس الاتحاد الوطني لطلبة الكويت بالجامعة 1999/2000، عمل بقطاع التشريع في إدارة الفتوى والتشريع بمجلس الوزراء.

## السيرة البرلمانية
انتخب عضوًا في مجلس الأمة عن «الدائرة الانتخابية الأولى» بتاريخ 2 فبراير 2012، وحاز عضويات لجان الرد على الخطاب الأميري والمرافق العامة والإسكان، إلا أن المجلس تم إبطاله بحكم المحكمة الدستورية بتاريخ 20 يونيو 2012 وسط جدل سياسي وقانوني واسع، وقاطع الانتخاباتين اللاحقتين احتجاجًا على النظام الانتخابي الذي انفردت الحكومة بوضعه.
كما انتخب عن ذات الدائرة - الأولى - في ديسمبر 2016، وحاز عضويات لجان الرد على الخطاب الأميري والتعليمية والصحية والمالية.
وانتخب مجددًا عضوًا في مجلس الأمة عن ذات الدائرة الأولى، في ديسمبر 2020، وحاز رئاسة لجنة المرأة والأسرة والطفل، وعضوية اللجنة المالية والاقتصادية، كما تمت تزكيته كمراقب للمجلس.

## حياته العائلية
والده عيسى الشاهين انتخب عضوًا في مجلس الأمة بدوره عام 1981 وترأس اللجنة التشريعية فيه، وأحد مؤسسي الحركة الدستورية الإسلامية وأمين عام سابق لها، وجده لوالدته السيد يوسف الرفاعي عضو مجلس أمة ووزير سابق لسنوات طويلة في الكويت، تقلد عماه سليمان ماجد الشاهين ود.إبراهيم ماجد الشاهين الوزارة بفترات سابقة كذلك.
أسامة الشاهين متزوج وله ابن وابنة، لديه 3 أشقاء و3 شقيقات، نشر عشرات المقالات السياسية والثقافية في صحيفتا الراي وجريدة الوطن ودار ناشري، له بحث الماجستير - تحت الطبع - بعنوان: «إدارة الفتوى والتشريع» / اختصاصاتها القانونية وطبيعتها القضائية 1، وكتاب «النقابي الذكي» الذي ضمنه تجارب نقابية وانتخابية ونظرية الذكاء النقابي.

## أبرز مواقفه في مجلس الأمة

### مجلس الأمة 2016
| استجواب الوزيرة هند الصبيح (يناير 2018)                  | مع الاستجواب |
| استجواب الوزير بخيت الرشيدي (2018)                       | ضد الاستجواب |
| استجواب الوزيرة هند الصبيح (مايو 2018)                   | ضد الاستجواب |
| استجواب الوزير خالد الروضان (2019)                       | ضد الاستجواب |
| استجواب الوزير محمد الجبري (2019)                        | مع الاستجواب |
| استجواب الوزير نايف الحجرف (2019)                        | مع الاستجواب |
| استجواب الوزير براك الشيتان (2020)                       | ضد الاستجواب |
| استجواب الوزير أنس الصالح (أغسطس 2020)                   | مع الاستجواب |
| استجواب الوزير سعود هلال الحربي (أغسطس 2020)             | ضد الاستجواب |
| استجواب الوزير سعود هلال الحربي (سبتمبر 2020)            | ضد الاستجواب |
| استجواب الوزير أنس الصالح (سبتمبر 2020)                  | مع الاستجواب |
| تصويت فتح باب ما يستجد من أعمال (تعديل النظام الانتخابي) | موافق        |

### مجلس الأمة 2020
| استجواب الوزير حمد جابر العلي (يناير 2022)    | ضد الاستجواب |
| استجواب الوزير أحمد ناصر الصباح (فبراير 2022) | مع الاستجواب |
| استجواب الوزير علي حسين الموسى (مارس 2022)    | مع الاستجواب |